# Vulkaanworm
De vulkaanworm (Maxmuelleria lankesteri) is een lepelworm uit de familie Bonelliidae. De wetenschappelijke naam van de soort werd in 1898 gepubliceerd door Herdman. De vulkaanworm dankt zijn naam aan de vorm van de opening van zijn leefgang, een vulkaanachtige slibheuvel.

## Beschrijving
De vrouwelijke vulkaanworm is breed cilindrisch en groeit tot een lengte van ongeveer 120 mm en een breedte van 30 mm. Het heeft een slurf die bijna net zo lang is als het lichaam. De slurf is schepvormig met een afgeknotte punt, maar deelt zich niet in twee delen. Er zijn een paar grote chaeta (borstelharen) aan de onderkant van het lichaam, net achter de slurf, en de genitale groef is onduidelijk. Zowel het lichaam als de slurf zijn groen. De morfologie van het mannetje is niet bekend.

## Verspreiding en leefgebied
De vulkaanworm komt oorspronkelijk uit de noordoostelijke Atlantische Oceaan. Het verspreidingsgebied omvat het Kattegat, het Skagerrak, voor de oost- en zuidkust van Engeland en Wales, inclusief de Ierse Zee.  In de westelijke Atlantische Oceaan is deze soort waargenomen voor de kust van het oosten van de Verenigde Staten, grenzend aan New Jersey. Op het zuidelijk halfrond wordt M. lankesteri gevonden op één locatie voor de kust van Namibië.
Het is voornamelijk een diepzeesoort, die zich ingraaft in zacht sediment op de zeebodem waar het een groot semi-permanent hol maakt. Er is vaak een berg sediment van maximaal 20 cm hoog bij de enkele, trechtervormige ingang van het hol, en er zijn aanwijzingen dat er een tweede ingang bestaat. Direct onder de ingang bevindt zich een cirkelvormige vernauwing met gladde wanden, maar daarbuiten wordt de tunnel breder en geleidelijk horizontaler. Het kan tot 80 cm onder het oppervlak dalen. Andere dieren worden vaak symbiotisch nabij het hol aangetroffen, waaronder borstelwormen (Polychaeta) en tweekleppige weekdieren. Verschillende soorten grondels leven mogelijk ook in de buurt van de ingang en hebben hun eigen aanpassingen aan het hol aangebracht, evenals het schaaldier Jaxea nocturna. 